# Gaa Hjem og ryd op
Gaa Hjem og ryd op er en dansk propagandafilm fra 1943 med instruktion og manuskript af Tove Hebo.

## Handling
Rundt omkring i skuffer og skabe kunne man i den råstoffattige tid under anden verdenskrig finde ting, der var brug for. Filmen opfordrer til at rydde op, finde gamle tøjrester frem og give dem til kludeindsamlingen.